# When He Returns
When He Returns – piosenka skomponowana przez Boba Dylana, nagrana przez niego w maju 1979 r., wydana na albumie Slow Train Coming w sierpniu 1979 r.

## Historia i charakter utworu
Utwór ten został nagrany w Muscle Shoals Sound Studio w Sheffield w Alabamie 4 maja 1979 r. Była to piąta sesja nagraniowa tego albumu. Producentem sesji byli Jerry Wexler i Barry Beckett.
Tekst utworu napisany jest z pewnej pozycji człowieka, który zobaczył i poznał „Prawdę”. Utwór ten, czerpiący z „Apokalipsy św. Jana” jest pełnym pasji, chociaż spokojnym wyrażeniem proroctwa i duchowego zdecydowania. Wszystko to spowodowało, że śpiew Dylana jest niezwykle charyzmatyczny.
Cały tekst jest pełen biblijnych odniesień. Wersy „For like a thief in the night/He’ll replace wrong with right” są przetworzeniem wersów z Ewangelii Mateusza (24:42-44), Łukasza (12:39-40), 1. Listu do Tesaloniczan (5:2) i z 2. Listu Piotra (3:10), w którym Jezus mówi uczniom „jak złodziej zaś przyjdzie dzień Pański”.
Już pierwszy wers tekstu ma odniesienia do Biblii: „iron rod” i „iron hand” łączą się z laską Mojżesza wykorzystywaną przez niego podczas ucieczki Żydów z Egiptu oraz z proroctwem Izajasza o nadejściu Chrystusa (11:1-4). Trzeci wers pierwszej zwrotki „For all those who have eyes and all those who have ears” jest ogólnym retorycznym zwrotem, który można znaleźć w kilku miejscach w Nowym Testamencie: u Mateusza (13:43), Marka (4:9, 4:23, 7:16 i 8:18), w Apokalipsie Jana (2:7, 2:11, 2:29, 3:6, 3:13 i 3:22). Oryginalnym wzorem jest tu Księga Ezechiela (12:1-2)
„Pan skierował do mnie te słowa: 'Synu człowieczy, mieszkasz wśród ludu opornego, który ma oczy na to, by widzieć, a nie widzi, i ma uszy na to, by słyszeć, a nie słyszy, ponieważ jest ludem opornym'”. Dylan wykorzystał to także w „Blowin’ in the Wind” („Yes’n how many ears must one man have” i „Yes’n how many times must a man turn his head/Pretending he just doesn’t see?”).
Pierwszy wers drugiej zwrotki „Truth is an arrow and the gate is narrow that it passes through” czerpie wzór z Mateusza (7:14). Z wersów „Objawienia Jana” i „Księgi Rodzaju” (4:10) Dylan utworzył pierwszy wers trzeciej zwrotki „Surrender your crown on this blood-stained ground, take off your mask”.
Wykorzystywanie biblijnej wiedzy nie jest płytkim popisywaniem się Dylana, lecz raczej sięganiem artysty do istoty największych biblijnych tematów: upadku pierwszych rodziców, Kaina i Abla, kazania na Górze i Dnia Sądu Ostatecznego.
Piosenka ta była wykonywana przez Dylana tylko podczas tournée gospelowego w latach 1979–1981.

## Muzycy
Sesja 5
- Bob Dylan – gitara, wokal
- Mark Knopfler – gitara
- Tim Drummond – gitara basowa
- Barry Beckett – fortepian
- Pick Withers – perkusja

## Dyskografia
Albumy
- Slow Train Coming (1979)

## Wykonania piosenki przez innych artystów
- Rance Allen na albumie różnych wykonawców Gotta Serve Somebody: The Gospel Songs of Bob Dylan (2003)